# The Strangers: Opfernacht
The Strangers: Opfernacht (Originaltitel: The Strangers: Prey at Night) ist ein US-amerikanischer Slasher-Film von Johannes Roberts. Es ist die Fortsetzung zum 2008 veröffentlichten Film The Strangers.

## Handlung
Cindy und Mike haben Eheprobleme. Schuld daran ist die jüngste Tochter Kinsey, die gerade in einer rebellischen Phase steckt und gegen ihre Eltern aufbegehrt. Sie soll auf ein Internat. Als kleine Wiedergutmachung organisieren Mike und Cindy einen Camping-Trip bei Tante Sheryl und Onkel Marv an deren See. Mit kommt auch der älteste Sohn Luke. Widerwillig machen sich die beiden Teenager mit ihren Eltern auf den Weg. Vor Ort finden sie nur einen Zettel und den Schlüssel zu ihrer Blockhütte.
Am ersten gemeinsamen Abend klopft es an der Tür. Ein Mädchen fragt, ob Tamara da sei. Die Familie verweist sie des Ortes. Kurz danach eskaliert der Streit zwischen Cindy, Mike und Kinsey. Beleidigt verlässt Kinsey die Hütte. Die Familie schickt Luke hinterher. Kurz darauf klopft es erneut. Wieder ist das geheimnisvolle Mädchen da und fragt nach Tamara. Den Eltern wird es unheimlich und sie beginnen nach Kinsey und Luke zu suchen. Diese haben derweil die Leichen von Marv und Sheryl gefunden. Es beginnt eine tödliche Hatz, denn bei dem Mädchen handelt es sich um Dollface. Auch Pinup-Girl und Man in the Mask aus dem ersten Teil machen Jagd auf die Familie und hetzen sie gnadenlos über den Campingplatz.
Zunächst wird Cindy von Dollface getötet. Anschließend erwischt es Mike, der auf der Flucht von einem Wagen gerammt wird und anschließend mit einem Eispickel getötet wird. Schließlich gelingt es Luke zum einen die Polizei zu verständigen und zum anderen Pin-up-Girl zu töten, doch Man in the Mask verwundet ihn anschließend schwer. Kinsey rettet und versteckt ihn.
Als der Deputy am Tatort ankommt, wird er von Dollface getötet. Es gelingt jedoch Kinsey, diese mit der Schrotflinte des Deputys zu töten. Nun jagt Man in the Mask hinter ihr her. Nachdem sie zunächst seinen Wagen in Brand gesetzt und zur Explosion gebracht hat, kann sie einen Pick-Up-Truck anhalten. Sie flieht auf der Laderampe, doch Man in the Mask gelingt es, sie zu erreichen. Kinsey kann ihn schließlich mit einem Baseballschläger endgültig töten.
Etwas später befindet sich Kinsey im Krankenhaus, wo Luke langsam zu sich kommt. Da klopft es an der Tür.

## Hintergrund
Bereits kurz nach dem ersten Teil The Strangers, der ein reiner Home-Invasion-Thriller war, entstanden Pläne für eine Fortsetzung. Unter anderem sollte Liv Tyler erneut auftreten und die Geschichte sollte auf einem Trailerpark spielen. Die Pläne wurden jedoch nie umgesetzt. Erneute Gerüchte um eine Fortsetzung machten 2011 die Runde. Auch für 2014 und 2016 wurde die Fortsetzung angekündigt, jedoch immer wieder verschoben.
Schließlich wurde der Film 2017 in Covington, Kentucky und Cincinnati unter der Regie von Johannes Roberts und mit einem Drehbuch von Bryan Bertino und Ben Ketai realisiert. Liv Tyler nahm nicht an den Dreharbeiten teil. Die Fortsetzung übernahm eine Reihe von Elementen aus 1980er Slasher-Filmen, so das Setting an einem an Camp Crystal Lake angelehnten Campingplatz.
Der Film erschien am 9. März 2018 in den US-amerikanischen Kinos und spielte in der ersten Woche 10,4 Millionen US-Dollar ein. In der Eröffnungswoche lag er damit auf Platz 3 hinter Black Panther und Das Zeiträtsel. Der deutsche Kinostart erfolgte am 21. Juni 2018 über Universum Film. In Deutschland erreichte er 29.389 Zuschauer. Weltweit spielte er 31 Millionen US-Dollar ein.
Die DVD und Blu-ray erschien am 26. Oktober 2018.

## Kritiken
Der Film wurde generell eher mittelmäßig bis schlecht bewertet.
Das Lexikon des Internationalen Films urteilte: „Der nur marginal auf seinen Vorgänger The Strangers (2008) rekurrierende Horrorthriller ergeht sich in sinnfreier Aneinanderreihung degoutanter Metzeleien, ohne auch nur ansatzweise eine Geschichte zu erzählen oder das grauenvolle Tun planlos mordender Serienkiller zu kontextualisieren.“
Frank Arnold vom epd film schrieb: „Johannes Roberts versteht sich darauf, eine Atmosphäre des Schreckens zu erzeugen, wenn allerdings am Ende das Böse immer wieder aufsteht, mag das zwar als Verbeugung vor den Filmen jener Zeit gedacht sein, wirkt hier aber eher kontraproduktiv.“
Im Filmmagazin Manifest schrieb Rezensent André Becker eher positiv über den Film: „Die rasante und spannungsintensive Inszenierung, der stimmig eingesetzte 8oer-Look, sowie die soliden schauspielerischen Leistungen machen aus THE STRANGERS - OPFERNACHT zwar keinen Über-Hit, wohl aber doch einen höchst kurzweiligen, stylischen kleinen Reißer bei dem Horrorfilm-Fans durchaus einmal einen Blick riskieren können.“
Christoph Petersen lobte den Film auf Filmstarts: „Schön dreckiger Terrorfilm mit atmosphärischen Achtziger-Vibes und einigen gnadenlos gut platzierten Jump Scares.“